# Tamara Salazar
Tamara Yajaira Salazar Arce, född 9 augusti 1997, är en ecuadoriansk tyngdlyftare.

## Karriär
I augusti 2021 vid OS i Tokyo tog Salazar silver i 87-kilosklassen efter att ha lyft totalt 263 kg.